# Otto Geisert
Otto Geisert (* 18. November 1939 in Nordhorn; † 8. Januar 2021 in Kaiserslautern) war ein deutscher Fußballspieler. Er stand unter anderem beim Karlsruher SC und beim 1. FC Kaiserslautern unter Vertrag und erzielte den ersten (lupenreinen) Hattrick in der Bundesliga.

## Karriere

### Oberliga Nord und Süd
Otto Geisert war aus der Eintracht-Jugend ins Seniorenteam aufgestiegen und gehörte bereits in der Saison 1959/60 der Mannschaft in der Amateur-Oberliga West an, welche nach einem Entscheidungsspiel den 3. Platz erringen konnte. Mit seinen Mannschaftskameraden bestritt er am 28. April 1960 ein Qualifikationsspiel gegen SV Arminia Hannover zum Einzug in die Aufstiegsrunde zur Oberliga Nord an. Die Arminia setzte sich mit Spielern wie Werner Olk, Joachim Thimm, Lothar Ulsaß und Horst Wilkening mit 2:1 durch; Geisert erzielte als Halbrechts das Tor für Nordhorn.
Auch in der folgenden Saison 1960/61 belegte Geisert mit Eintracht Nordhorn den 3. Rang in der Amateur-Oberliga Niedersachsen Gruppe West. Jetzt standen zwei Qualifikationsspiele  gegen Teutonia Uelzen vor dem Einzug in die Aufstiegsrunde zur Oberliga Nord an. Beim Hinspiel trat er als Torschütze zum 1:1 in Erscheinung; das Rückspiel endete in Nordhorn torlos mit 0:0. Per Losentscheid kam Geisert mit Nordhorn in die Aufstiegsrunde zur Oberliga Nord. Dort setzte sich die Mannschaft von Trainer Heinz Conradi überraschend mit 9:3 Punkten gegenüber dem SC Leu Braunschweig durch und stieg damit in die Erstklassigkeit der Oberliga Nord auf. Gegen Braunschweig hatte die Eintracht beide Spiele gewonnen (2:0/1:0) und Geisert hatte in sechs Aufstiegsspielen zwei Tore erzielt.
Geisert spielte für Eintracht Nordhorn in der Saison 1961/62 in der Oberliga Nord. Beim chancenlosen Aufsteiger war er mit 20 Treffern der mit Abstand torgefährlichste Angreifer; in der Torschützenliste der Eintracht folgte mit sieben Treffern Horst Jablonowski auf dem 2. Rang. Er eröffnete die Saison am Starttag, den 6. August 1961, mit dem 1:0-Führungstreffer gegen Bergedorf 85 (2:4). Bei der 2:5-Heimniederlage gegen den Nordserienmeister Hamburger SV am 20. August, zeichnete er sich als zweifacher Torschütze aus. Das glückte ihm auch beim ersten doppelten Punktgewinn der Runde, am 24. September, beim 3:2-Auswärtserfolg beim FC St. Pauli. Am Rundenende stieg Nordhorn mit 11:49 Punkten und 42:95 Toren wieder in das Amateurlager ab und Geisert konnte unter verschiedenen Angeboten auswählen.
Der 22-jährige Stürmer schloss sich vor der Abschlussrunde der Oberliga Süd 1962/63 im Sommer 1962 dem Karlsruher SC im dortigen Wildparkstadion an und spielte nun in Süddeutschland. Er kam mit der Empfehlung von 20 Toren in 30 Punktspielen der Saison 1961/62 nach Baden. Er trug beim KSC mit seinen 15 Toren dann auch tatkräftig zum Erreichen des 5. Platzes bei. Aber erst am vierten Spieltag, dem 9. September 1962, bei einer 0:2-Auswärtsniederlage beim FC Schweinfurt 05 feierte er sein Debüt in der Oberliga Süd. Die Konkurrenz im Karlsruher Angriff war mit Joachim Thimm, Günter Herrmann, Reinhold Wischnowsky, Heinz Ruppenstein, Horst Wild und Jupp Marx ungleich qualitativer wie zu Zeiten in Nordhorn aufgestellt gewesen. Da der torgefährlichste Karlsruher Angreifer neben Geisert mit elf Toren (Horst Wild) zu Buche stand, war die Trefferquote des Ex-Nordhorners von Wichtigkeit. Die Abschlussplatzierung war für die Qualifikation für die Bundesliga von wesentlicher Bedeutung.

### Bundesliga
In der Bundesliga vertrat Otto Geisert zwischen 1963 und 1965 in 45 Spielen die Farben des KSC und erzielte zehn Tore. Er gehörte zu den Spielern, welche am 24. August 1963, beim Start der neuen Leistungsklasse Bundesliga auf dem Rasen standen. Der KSC trat in einem Heimspiel vor 40.000 Zuschauern gegen den Meidericher SV mit der Angriffsbesetzung Erwin Metzger, Josef Marx, Otto Geisert, Siegfried Stark und Horst Wild dabei an. Die Meidericher führten aber nach 45 Minuten nach Toren von Werner Krämer, Johann Cichy und Helmut Rahn bereits mit 3:0 und holten sich das erste doppelte Punktepaar durch einen zweiten Treffer von Krämer mit 4:1. Am sechsten Spieltag, den 5. Oktober 1963, trat Geisert mit dem KSC mit 0:12 Toren und 0:10 Punkten als Tabellenschlusslicht beim Tabellendritten, dem 1. FC Nürnberg, mit 8:2 Punkten an. In die Halbzeit ging es mit einer 2:1-Führung des Gastgebers. In den zweiten 45 Minuten erzielte Geisert einen Hattrick und dem KSC glückte damit ein 4:2-Auswärtserfolg. In der Saison 1964/65 zog er sich aus der Mittelstürmerposition in das Mittelfeld zurück.
Zur Saison 1965/66 wurde er vom 1. FC Kaiserslautern verpflichtet, für den er in fünf Spielzeiten unter den Trainern Gyula Lóránt, Otto Knefler, Egon Piechaczek und nochmals 1969/70 – Geisert bestritt 33 Punktspiele und erzielte neun Tore – Lorant aktiv gewesen ist. In dieser Zeit bestritt er 153 Liga-Spiele auf dem Betzenberg, in denen er 21 Tore erzielte. Danach war das Kapitel Bundesliga für ihn beendet. Am Schlusstag der Saison 1969/70, bei der 2:4-Niederlage im Auswärtsspiel gegen Hannover 96, bestritt er sein letztes Bundesligaspiel.

### Karriere-Ausklang
Zur Saison 1970/71 zog es ihn nach Belgien zum Erstligisten Royal Charleroi Sporting Club. Er konnte den Abstieg von Charleroi nicht verhindern und erlebte den Titelgewinn von Standard Lüttich mit Torschützenkönig Erwin Kostedde, welcher 26 Tore erzielte. Geisert kam er in der Runde auf 24 Spiele wo er sieben Tore erzielte. Nach nur einer Runde in Belgien kehrte er zur Saison 1971/72 wieder in den Südwesten zurück, er wechselte zum FC 08 Homburg in die Regionalliga Südwest und traf dort auf seinen ehemaligen KSC-Trainer Kurt Sommerlatt. Geisert war auch Aktiver des FCH als die Mannschaft aus Homburg mit 8:6 Toren am 18. Februar 1973 das Verbandsspiel beim SV Alsenborn gewinnen konnte. Er erzielte dabei zwei Tore für die Elf von Trainer Uwe Klimaschefski. Im letzten Jahr des zweitklassigen Regionalligasystems, 1973/74, belegte er mit Homburg hinter Borussia Neunkirchen und dem 1. FC Saarbrücken den dritten Rang im Südwesten. Sein letztes Pflichtspiel bestritt er am 3. März 1974 bei der 2:3-Niederlage im Auswärtsspiel gegen den 1. FC Saarbrücken, als er in der 46. Minute für Manfred Lenz eingewechselt wurde. Für den FC Homburg schoss er in 55 Spielen 23 Tore.

## Erster Hattrick der Bundesliga-Geschichte
Geisert war am 5. Oktober 1963 (6. Spieltag) der neu gegründeten höchsten deutschen Spielklasse der erste Spieler, dem ein Hattrick gelang. Im Spiel zwischen dem 1. FC Nürnberg und dem Karlsruher SC traf er zwischen der 55. und 90. Minute dreimal und sorgte nach dem 1:2-Pausenrückstand noch für den Sieg seiner Mannschaft. Geisert agierte in diesem Spiel ausnahmsweise auf der für ihn ungewohnten Position des Linksaußen.